# Wilhelm von Edelsheim (Kammerherr, 1824)
Wilhelm August Freiherr von Edelsheim (* 3. September 1824 in Karlsruhe; † 12. Januar 1904 ebenda) war großherzoglich-hessischer Kammerherr und Oberhofmeister der badischen Großherzogin Luise und Mitglied der Ersten Kammer der kurhessischen Ständeversammlung. 

## Leben
Wilhelm von Edelsheim entstammte dem Adelsgeschlecht Edelsheim und war ein Sohn des Freiherrn Wilhelm Heinrich Karl von Edelsheim (1774–1840) und dessen Ehefrau Friederike von Gemmingen-Hornberg und wuchs mit seinen Geschwistern Ludwig (1823–1872), Leopold (1826–1893) und Marie Sophie Leopoldine (1837, ∞ 1870 Ernst Ludwig Böcklin von Böcklinsau) auf. Als Kammerherr war er der Sekretär des Großherzogs Ludwig von Hessen-Darmstadt und für die Organisation von Privataudienzen zuständig. 1860 erhielt er an Stelle seines Bruders Ludwig ein Mandat für die kurhessische Ständeversammlung, die nach den Unruhen im Jahre 1831 zum Zweck der Beratung und Verabschiedung einer Verfassung gebildet worden war. Sie hatte bis 1866 Bestand, als das Land Hessen durch Preußen annektiert wurde. Er war bis 1862 als Vertreter des hanauischen Adels in dem Parlament. Später war er Kammerherr und Oberhofmeister der badischen Großherzogin Luise, Tochter des deutschen Kaisers Wilhelm. 
Am 6. November 1851 heiratete er Mathilde von Spiegel (1827–1857). Aus der Ehe ist die Tochter Anna Friederike Johanna Josephine (* 1. November 1852) hervorgegangen.